# Храм Рождества Христова (Сызрань)
Хра́м Рождества́ Христо́ва — православный храм, одна из старейших церквей в Самарской области и самая старая церковь в Сызрани, построенная в XVIII веке. Находится на территории бывшего Сызранского кремля.

## История

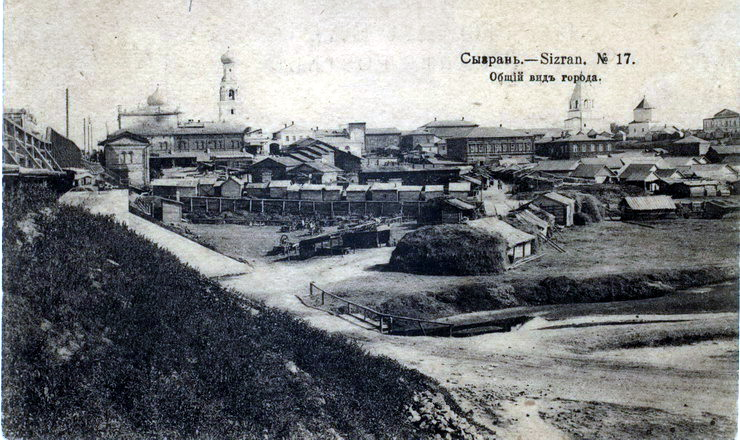
Открытка с видом на Сызрань с берега Крымзы. Рождественская церковь — в правом верхнем углу, рядом со Спасской башней.

Строительство церкви началось в 1717 году на деньги местного купца-мецената Алексея Кандалаева на месте бывшей деревянной церкви в честь Пречистой Богородицы.
В 1718 году храм был сильно повреждён крупным пожаром в центре города. Восстановить его смогли только в 1741 году, и в том же году собор освятили. В 1872 году церковь утратила своё соборное значение из-за построенного Казанского кафедрального собора.

### Советское время
Храм Рождества Христова был закрыт в конце 1920-х годов, также было разграблено всё имущество внутри. Здание церкви пытались переоборудовать под инкубатор по выращиванию цыплят, ещё его планировали переделать под кафе-ресторан, музей «научного атеизма». Лишь в 1989 году с помощью благочиния Сызранского округа горисполком передал эту церковь Казанскому кафедральному собору.

### Современная церковь
Богослужения в церкви проводятся в тёплое время года. Окормляет храм Вознесенский мужской монастырь.

## Духовенство
Настоятелем храма является иерей Виктор (Касьяненко).